# Asswiller
Asswiller är en kommun i departementet Bas-Rhin i regionen Grand Est (tidigare regionen Alsace) i nordöstra Frankrike. Kommunen ligger i kantonen Drulingen som tillhör arrondissementet Saverne. År 2022 hade Asswiller 269 invånare.

## Befolkningsutveckling
Antalet invånare i kommunen Asswiller
| Referens: INSEE |